# 黯黮章
黯黮章（阿拉伯语：‎）是《古蘭經》的第81章（蘇拉）經文，共29個節（阿亞）。著名的中國《古蘭經》翻譯家馬堅將「黯黮」音譯為太克威爾。
本章主要講述世界末日時的可怕情景，另外第8及第9節更明令禁止溺殺女嬰：「當被活埋的女孩被詢問的時候：『她為什麼罪過而遭殺害呢？』」（81：8-9）

## 外部連結
- （中文） 黯黮章導讀 （页面存档备份，存于）
- （英文）（阿拉伯文）Altafsir.com（页面存档备份，存于）-黯黮章注釋